# Bonobos
bonobos（ボノボ）は、日本の音楽バンドである。
2001年8月結成。2003年Dreamusicにてメジャーデビュー。2023年解散。

## メンバー

### 解散時
| 名前                           | 生年月日               | 担当             | 備考 |
| ------------------------------ | ---------------------- | ---------------- | ---- |
| 蔡忠浩 （さい ちゅんほ）       | 1975年8月13日（49歳）  | ボーカル、ギター |      |
| 森本夏子 （もりもと なつこ）   | 1978年9月12日（46歳）  | ベース           |      |
| 小池龍平 （こいけ りゅうへい） | 1978年2月6日（47歳）   | ギター           |      |
| 田中佑司 （たなか ゆうじ）     | 1980年10月28日（44歳） | キーボード       |      |
| 梅本浩亘 （うめもと ひろのぶ） | 1982年1月28日（43歳）  | ドラムス         |      |

## 来歴
- 2001年8月、蔡忠浩を中心に結成
- 2003年10月1日、シングル「もうじき冬が来る」でメジャーデビュー
- 2005年1月、ドラムの辻凡人が加入
- 2008年11月1日、所属レコード会社「Dreamusic」を離れ、自主レーベル「ORANGE LINE TRAXXX」をP-VINE RECORDS内に設立
- 2008年12月31日、ギターの佐々木康之が脱退
- 2009年10月4日、静岡県FM局K-MIXにてレギュラーラジオ番組『宇宙温泉からこんばんは』放送開始
- 2010年12月26日、パーカッションの松井泉が脱退
- 2011年、「東海道三次Vol.4」を皮切りに結成10周年企画として過去のライブ音源をまとめた"RARE TRAXXX SERIES"の配布を開始
- 2015年6月25日、ドラムの辻凡人が脱退
- 2022年4月4日、2023年春をもって解散することを発表[1]
- 2023年3月3日に大阪BIGCATで、5日は東京日比谷公園大音楽堂でラストライブ『bonobos LAST LIVE「bonobos.jp」』を開催し解散[2]。

## ディスコグラフィー

### アナログシングル
| 発売日        | タイトル                          | 規格品番  |
| ------------- | --------------------------------- | --------- |
| 2003年7月31日 | bonobos in dub                    | GLOR-0005 |
| 2005年1月15日 | Water                             | GLOR-0009 |
| 2005年8月26日 | DISCO 33                          | GLOR-7002 |
| 2017年12月6日 | THANK YOU FOR THE MUSIC           | JS7S-174  |
| 2017年12月6日 | THANK YOU FOR THE MUSIC (Nui!)    | OLT-008   |
| 2018年3月14日 | Cruisin' Cruisin'/Hello Innocence | OLT-010   |
| 2018年3月14日 | Gospel In Terminal/永遠式         | OLT-011   |

### 配信限定シングル
| 発売日         | タイトル           |
| -------------- | ------------------ |
| 2008年1月30日  | Someway            |
| 2009年12月23日 | 夕景スケープ       |
| 2019年3月8日   | アルペジオ         |
| 2021年7月7日   | Not LOVE           |
| 2021年12月8日  | KEDAMONO           |
| 2022年4月13日  | YES (vanguard mix) |

### RARE TRAXXX SERIES
- RARE TRAXXX SERIES VOL.01

2011年「東海道三次Vol.4」で全6公演中2公演に来場した客に配布
- RARE TRAXXX SERIES VOL.02

2011年「テン一〇年シンフォニア」で配布
- RARE TRAXXX SERIES VOL.03

2011年 - 2012年「Let's go 3匹!!!tour」で配布
- RARE TRAXXX SERIES VOL.04

2012年「ライヴツアー2012“Ultra”」で配布
- RARE TRAXXX SERIES VOL.05

2012 - 2013年「アコースティックツアーLet's go三匹!!!」で配布
- RARE TRAXXX SERIES VOL.06

2013年「東海道三次Vol.5」で配布
- RARE TRAXXX SERIES VOL.07

2014年『HYPER FOLK』タワーレコード購入特典の引換券を「東海道三次Vol.6」に持参した客に配布

### その他
| 発売日         | タイトル                                                                    | 規格品番   | 収録曲 |
| -------------- | --------------------------------------------------------------------------- | ---------- | --- |
| 2001年11月15日 | demoカセットテープ                                                          | YS-0006    | A面 1.もうじき冬 2.しんしんしん(Bonobos Arrange) B面 1.スカートガールブルース                                                               |
| 2002年         | クチカラコッキ2                                                             |            | skirt girl blues（2002年1月30日心斎橋クアトロでのライヴ音源。ゲストでピョン中島が参加）                                                     |
| 2002年         | The Artists 4merly known as Bonobos                                         |            | 1.Good Morning Groove 2.しんしんしん 3.スカートガールブルース 4.Tobo Tobo Tobo 5.もうすぐ冬が来る                                           |
| 2003年07月30日 | The Many Moods Of Smiley Smile                                              | MUCT-1004  | Mighty Shine,Mighty Rhythm（SPC FINEST REMIX）                                                                                              |
| 2004年4月21日  | SWEET DREAMS for FISHMANS                                                   | NGCS-1001  | 感謝(驚) |
| 2005年4月6日   | authentica mellow                                                           | SRCL-5896  | あの言葉、あの光 |
| 2006年11月22日 | Apple of his eye りんごの子守唄                                             | VACM-1296  | Two Of Us / 蔡忠浩 |
| 2007年10月17日 | Rock for Baby                                                               | KSCL-1212  | 漕げよマイケル むすんでひらいて |
| 2007年11月21日 | Apple of our eye りんごの子守唄(白盤)                                       | VACM-1330  | Blue Bird / 千葉はな+蔡忠浩 Here Today / 蔡忠浩+アン・サリー Happy Xmas (War Is Over) / 蔡忠浩+湯川潮音+曽我部恵一+小池光子+星野源+土岐麻子 |
| 2009年07月22日 | BOOMANIA〜THE BOOM SPECIAL BEST COVERS〜                                    | VFCV-00044 | 神様の宝石でできた島 |
| 2009年         | 和ールド和イド                                                              |            | sense of love（チョモランマ MIX） |
| 2009年12月02日 | Sweet Voices - Gentle Boyfriends -                                          | UVCA-3002  | Standing There〜いま、そこに行くよ〜 |
| 2011年07月06日 | Let's Get Outside -MERRELL 30th Anniversary Edition-                        | HIMTC-1012 | THANK YOU FOR THE MUSIC |
| 2012年01月11日 | FM802 MIDNIGHT GARAGE 10th Anniversary コンピレーション 晴盤                | RDCA-9004  | グレープフルーツムーン |
| 2012年02月22日 | 『カノジョは嘘を愛しすぎてるMIX TAPE VOL.1』Supported & Direction by MUSICA | BVCL-214   | Standing There〜いま、そこに行くよ〜 |
| 2012年05月23日 | 東京こんぴ 藍盤                                                             | VICL-63874 | 東京暮らし |

## 作品

### 楽曲提供
- V6「BRAND NEW DAY, BRAND NEW LIFE」
  - グループ10作目のオリジナルアルバム『Voyager』の8曲目に収録。蔡忠浩が作詞・作曲を担当。

### 舞台
- 死刑執行中脱獄進行中（2015年11月 - 12月、天王洲 銀河劇場ほか） - 音楽監督（蔡忠浩）[3]

### テレビドラマ
- だから私は推しました（2019年7月 - 、NHK総合） - 音楽（蔡忠浩）・演奏（Bonobos）[4]

## ミュージックビデオ
| 監督                        | 曲名 |
| 麻田弦                      | 「Mighty Shine,Mighty Rhythm」「water」                                                                        |
| ALi                         | 「lyrical ground」                                                                                             |
| W.A.S.T.E.                  | 「もうじき冬が来る」                                                                                           |
| ELECROTNIK                  | 「Beautiful」「THANK YOU FOR THE MUSIC」「あの言葉、あの光」「運命の人」                                       |
| 岡田文章                    | 「三月のプリズム」(足立梨花,三田寺理紗出演)「Cruisin’ Cruisin’」                                               |
| ORANGE FILMS/冨士山アネット | 「うつくしいなまえ」                                                                                           |
| 柿本ケンサク                | 「Standing There〜いま、そこに行くよ〜」「THANK YOU FOR THE MUSIC from DVD「や、おん〜Live at 日比谷野音〜」」 |
| 北山大介                    | 「GOLD from DVD「宇宙温泉へようこそ」」「Go Symphony!」「Someway」「あなたは太陽」                             |
| 高崎周子                    | 「今夜はGroove me」                                                                                            |
| tupera tupera               | 「グッドモーニング・マイ・ユニコーン」                                                                         |
| 不明                        | 「GOLD」「夕景スケープ」                                                                                       |

## タイアップ一覧
| 使用年 | 曲名                               | タイアップ                                                       |
| ------ | ---------------------------------- | ---------------------------------------------------------------- |
| 2005年 | THANK YOU FOR THE MUSIC            | TBS系『COUNT DOWN TV』5月度オープニングテーマ                    |
| 2005年 | THANK YOU FOR THE MUSIC            | テレビ神奈川『saku saku』5月度エンディングテーマ                 |
| 2006年 | Beautiful                          | NHK-FM『ミュージック・スクエア』2006年4・5月度エンディングテーマ |
| 2009年 | GOLD                               | 毎日放送『麒麟の部屋』4月度エンディングテーマ                    |
| 2009年 | GOLD                               | テレビ神奈川『音楽缶』5月度テーマソング                          |
| 2010年 | 夕景スケープ                       | テレビ神奈川『Mutoma』1月度オープニング/エンディングテーマ       |
| 2011年 | Go Symphony!                       | テレビ神奈川『音楽缶♯』9月度テーマソング                         |
| 2014年 | グッドモーニング・マイ・ユニコーン | cross fm『MUSIC AMP』3月度エンディングテーマ                     |

## 主なライブ

### ワンマンライブ・主催イベント
- 2004年 - bonobos インストアライブ
- 2004年 - タマとったるTOUR 04
- 2004年 - 夏の残響
- 2005年 - 新春!メガ・グルーヴツアー
- 2006年 - あ、うん。全国そんな感じつあー
- 2006年 - いま、そこにいくよくるよツアー
- 2008年 - bonobos ライヴラマ2008
- 2008年 - bonobos ライヴツアー東海道三次 Vol.2
- 2009年 - 裸の錬金術師ツアー2009
- 2010年 - 東海道三次 Vol.3
- 2011年08月13日 - テン一〇年シンフォニア
- 2011年11月18日-27日（6公演） - Let's go 3匹!!!tour 〜東日本編〜
- 2013年01月 - bonobos アコースティックツアー" Let's go 三匹!!! " vol.2
- 2013年03月 - bonobos Live Tour『東海道三次vol.5』
- 2013年08月26日,09月09日 - bonobos new 7inch vinyl "うつくしいなまえ" release party「うつくしいひとたち vol.1」
w/空気公団/oonoyuuki BAND
- 2014年02月02日 - bonobos ニューアルバム「HYPER FOLK」完成記念 限定試聴会“USTREAM生中継”
- 2014年03月05日,8日,9日 - bonobos Live Tour「東海道三次 vol.6」
- 2014年05月16日-06月13日（8公演） - bonobos 6th Album "HYPER FOLK" Release Tour「HYPER FOLK JAMBOREE」
- 2014年08月20日-08月27日（3公演） - bonobos presents "うつくしいひとたち vol.2"
w/OLDE WORLDE/グッドラックヘイワ/森は生きている
- 2015年01月12日-01月19日（2公演） - bonobos 新春ツアー「ハロー!ファンシー5」
- 2015年06月21日-06月25日（3公演） - bonobos presents "うつくしいひとたち vol.3"
w/トクマルシューゴ/SUNDAY カミデ/ハンバート ハンバート/neco眠る
- 2016年5月14日 - ワンマンライブ BRAND NEW!!!!!
- 2016年5月29日 - bonobos presents うつくしいひとたち vol.4
w/sleepy.ab
- 2016年10月2日-10月30日 - bonobosワンマンツアー2016
- 2017年3月5日-3月11日 - 東海道三次 vol.7
- 2017年6月7日-6月9日 - bonobos ワンマンライブ
- 2017年8月12日 - bonobos 日比谷野音ワンマン
- 2017年10月14日-11月10日 - ワンマンライブハウスツアー 2017 「DOKI DOKI ♡ ていく・おふ!」
- 2018年3月10日-3月17日 - 東名阪ワンマンツアー2018「東海道三次 Vol.8」
- 2018年5月29日-5月31日 - bonobos in Billboad LIVE
- 2019年1月13日-2月3日 - bonobosワンマンツアー 新春ファンシーSHOW 2019
- 2019年7月9日-7月12日 - avant poetry
- 2019年12月3日-12月6日 - 東海道三次 Vol.9
- 2021年7月17日-7月31日 - 東海道三次 vol.10
- 2022年6月5日-7月3日 - bonobos ONE-MAN TOUR 2022
- 2022年11月9日-11月17日 - bonobos Billboard Live TOKYO & OSAKA untitled uTa domains
- 2023年3月3日-3月5日 - bonobos LAST LIVE「bonobos.jp」

## 出演歴
- Paraiso Omelette - FMPORT（2007年1月1日、コメントのみ）

### テレビ番組
- ニャンちゅうワールド放送局 (2015年4月 - )

### CM
- 学研（2012年、ナレーション） - 蔡[10]
- イオン「イオン夏のギフト」（2013年、ナレーション）- 蔡[11]